# Emly
Emly (iriska: Imleach) är en ort i republiken Irland.   Den ligger i grevskapet South Tipperary och provinsen Munster, i den centrala delen av landet, 170 km sydväst om huvudstaden Dublin. Emly ligger 114 meter över havet och antalet invånare är 348.
Terrängen runt Emly är platt.Runt Emly är det glesbefolkat, med 16 invånare per kvadratkilometer. Närmaste större samhälle är Tipperary, 13,1 km öster om Emly. Trakten runt Emly består i huvudsak av gräsmarker.